# Diócesis de Spokane
La diócesis de Spokane (en latín: Dioecesis Spokanensis y en inglés: Roman Catholic Diocese of Spokane) es una circunscripción eclesiástica de la Iglesia católica en Estados Unidos. Se trata de una diócesis latina, sufragánea de la arquidiócesis de Seattle. Desde el 12 de marzo de 2015 su obispo es Thomas Anthony Daly.

## Territorio y organización
La diócesis tiene 63 081 km² y extiende su jurisdicción sobre los fieles católicos de rito latino residentes en el estado de Washington en los 13 condados de: Okanogan, Ferry, Stevens, Pend Oreille, Lincoln, Spokane, Adams, Whitman, Franklin, Walla Walla, Columbia, Garfield y Asotin.
La sede de la diócesis se encuentra en la ciudad de Spokane, en donde se halla la Catedral de Nuestra Señora de Lourdes.
En 2020 en la diócesis existían 80 parroquias.

## Historia
La presencia de la Iglesia católica en el actual estado de Washington se remonta a la década de 1830, cuando sacerdotes misioneros se trasladaron desde Quebec a lo que entonces era conocido como el Territorio de Oregón. El 1 de diciembre de 1843 la Santa Sede erigió el vicariato apostólico del Territorio de Oregón (hoy arquidiócesis de Portland). En 1846 el papa Gregorio XVI estableció la jerarquía eclesiástica en la región, y el vicariato apostólico fue dividido en tres diócesis: Oregón City, isla de Vancouver y Walla Walla.
La masacre de Whitman de 1847 y la consiguiente guerra Cayuse aumentó la tensión entre los cristianos y la población nativa del Territorio de Oregón y, como resultado de ello, en 1850 la diócesis de Walla Walla fue abandonada y su territorio administrado desde Oregón City. El 31 de mayo de 1850 Pío IX erigió la diócesis de Nesqually (llamada así por una tribu nativa americana) con sede en Vancouver (en el estado de Washington, no la homónima canadiense) a partir de la extinta diócesis de Walla Walla. Posteriormente la sede episcopal fue trasladada a Seattle y la diócesis renombrada como diócesis de Seattle en 1907, incluyendo todo el estado.
A medida que la población de Spokane y otras zonas del este de Washington iba aumentando, los dirigentes de la Iglesia en Seattle se apercibieron de que se necesita una nueva diócesis y, por lo que la diócesis de Spokane fue erigida canónicamente el 17 de diciembre de 1913 por Pío X tomando su territorio de la diócesis de Seattle. El primer obispo de la diócesis fue Augustine Francis Schinner, obispo emérito de la diócesis de Superior en Wisconsin y de la cual fue asimismo su primer obispo. Originalmente era sufragánea de la arquidiócesis de Oregón City (llamada Portland desde 1928).
El 23 de junio de 1951 cedió una parte de su territorio para la erección de la diócesis de Yakima mediante la bula Divina Providentia del papa Pío XII, y al mismo tiempo pasó a formar parte de la provincia eclesiástica de Seattle.

### Abusos sexuales y bancarrota
En diciembre de 2004 la diócesis se declaró en bancarrota para protegerse de las distintas demandas presentadas por víctimas de abusos sexuales del clero. La diócesis aceptó indemnizar con más de 48 millones de dólares como parte de dicho proceso de bancarrota. Los fondos de dicha compensación económica provenían de las compañías aseguradoras, la venta de propiedades de la Iglesia, donativos de grupos católicos y de las parroquias de la diócesis. En mayo de 2012 se llegó a un acuerdo con mediadores y litigantes por el que se resolvían las reclamaciones pendientes, las partes renunciaban a futuros pleitos o apelaciones, y se aminoraban las cantidades que la diócesis debía abonar, posibilitando así a la diócesis evitar la ejecución hipotecaria de muchas de sus parroquias. En 2015 la diócesis llegó a un acuerdo secreto con la firma de abogados que la representó durante el proceso judicial. Tras una demanda presentada en enero de 2014 por discrepancias con el bufete debido a la gestión de la bancarrota, en la que el obispado pedía daños y perjuicios y la restitución de 3.6 millones de dólares entregados como honorarios, el arreglo privado finalmente evitó la celebración del juicio.

## Estadísticas
Según el Anuario Pontificio 2021 la diócesis tenía a fines de 2020 un total de 151 644 fieles bautizados.
| Año                                                                             | Población            | Población | Población      | Sacerdotes | Sacerdotes    | Sacerdotes    | Bautizados por sacerdote | Diáconos permanentes | Religiosos | Religiosos | Parroquias |
| Año                                                                             | Bautizados católicos | Total     | % de católicos | Total      | Clero secular | Clero regular | Bautizados por sacerdote | Diáconos permanentes | Varones    | Mujeres    | Parroquias |
| ------------------------------------------------------------------------------- | -------------------- | --------- | -------------- | ---------- | ------------- | ------------- | ------------------------ | -------------------- | ---------- | ---------- | ---------- |
| 1950                                                                            | 44 101               | 397 672   | 11.1           | 156        | 70            | 86            | 282                      |                      | 209        | 425        | 48         |
| 1964                                                                            | 68 267               | 488 100   | 14.0           | 219        | 107           | 112           | 311                      |                      | 291        | 655        | 57         |
| 1968                                                                            | 68 837               | 510 006   | 13.5           | 213        | 99            | 114           | 323                      |                      | 182        | 617        | 54         |
| 1976                                                                            | 72 250               | 490 000   | 14.7           | 186        | 93            | 93            | 388                      |                      | 139        | 460        | 56         |
| 1980                                                                            | 75 000               | 614 000   | 12.2           | 188        | 86            | 102           | 398                      | 16                   | 156        | 488        | 58         |
| 1990                                                                            | 75 132               | 598 500   | 12.6           | 181        | 87            | 94            | 415                      | 33                   | 130        | 412        | 81         |
| 1999                                                                            | 78 432               | 721 646   | 10.9           | 189        | 88            | 101           | 414                      | 44                   | 14         | 326        | 78         |
| 2000                                                                            | 76 681               | 726 702   | 10.6           | 180        | 74            | 106           | 426                      | 52                   | 137        | 314        | 82         |
| 2001                                                                            | 76 691               | 720 569   | 10.6           | 179        | 80            | 99            | 428                      | 48                   | 129        | 299        | 81         |
| 2002                                                                            | 75 791               | 691 931   | 11.0           | 161        | 76            | 85            | 470                      | 44                   | 109        | 281        | 83         |
| 2003                                                                            | 66 274               | 679 105   | 9.8            | 141        | 72            | 69            | 470                      | 48                   | 92         | 255        | 83         |
| 2004                                                                            | 86 721               | 722 677   | 12.0           | 158        | 69            | 89            | 548                      | 47                   | 100        | 247        | 83         |
| 2010                                                                            | 103 000              | 792 306   | 13.0           | 152        | 71            | 81            | 677                      | 55                   | 87         | 190        | 80         |
| 2014                                                                            | 107 983              | 830 641   | 13.0           | 134        | 67            | 67            | 805                      | 56                   | 75         | 130        | 81         |
| 2017                                                                            | 110 771              | 852 087   | 13.0           | 98         | 70            | 28            | 1130                     | 52                   | 32         | 111        | 80         |
| 2020                                                                            | 151 644              | 879 430   | 17.2           | 97         | 69            | 28            | 1563                     | 45                   | 28         | 85         | 80         |
| Fuente: Catholic-Hierarchy, que a su vez toma los datos del Anuario Pontificio. |                      |           |                |            |               |               |                          |                      |            |            |            |

## Episcopologio
- Augustine Francis Schinner † (18 de marzo de 1914-17 de diciembre de 1925 renunció[nota 1])
- Charles Daniel White † (20 de diciembre de 1926-25 de septiembre de 1955 falleció)
- Bernard Joseph Topel † (25 de septiembre de 1955 por sucesión-11 de abril de 1978 retirado)
- Lawrence Harold Welsh † (6 de noviembre de 1978-17 de abril de 1990 renunció[nota 2])
- William Stephen Skylstad (17 de abril de 1990-30 de junio de 2010 retirado)
- Blase Joseph Cupich (30 de junio de 2010-20 de septiembre de 2014 nombrado arzobispo de Chicago)
- Thomas Anthony Daly, desde el 12 de marzo de 2015